# Claude de la Trémoille
Claude de la Trémoille (circa 1566 — Thouars, 25 oktober 1604) was van 1577 tot aan zijn dood hertog van Thouars. Hij behoorde tot het Huis de la Trémoille.

## Levensloop
Claude was een zoon van Lodewijk III de la Trémoille, hertog van Thouars, uit diens huwelijk met Johanna, dochter van hertog Anne van Montmorency. In 1577 volgde hij zijn vader op als hertog van Thouars en La Trémouille, vorst van Talmont en Tarente, graaf van Guînes, Laval, Taillebourg en Benon en baron van Sully. Zijn zus Charlotte Catherine was vanaf 1586 de echtgenote van prins Hendrik I van Bourbon-Condé.
In de hugenotenoorlogen vocht hij aanvankelijk aan de zijde van koning Hendrik III van Frankrijk, maar in 1587 bekeerde Claude zich tot het protestantisme, stapte hij over naar het leger van Hendrik van Navarra en werd de hertog een belangrijk hugenotenaanvoerder. Nadat Hendrik van Navarra in 1589 onder de naam Hendrik IV koning van Frankrijk was geworden, werd Claudes neef Hendrik de La Tour d'Auvergne bevoordeeld door de koning. Hijzelf vocht aan de zijde van Hendrik IV in de veldslagen bij Coutras en Ivry. Als dank hiervoor werd Claude in 1599 tot pair van Frankrijk verheven.
In 1598 regelde zijn neef Hendrik de La Tour d'Auvergne Claudes huwelijk met Charlotte Brabantina van Oranje-Nassau (1580-1631), met wie hij op 11 maart dat jaar huwde. Zijn echtgenote was met haar contacten met de protestantse Huizen Oranje-Nassau en Bouillon zeer belangrijk voor de diplomatieke relaties van de hugenoten. In 1602 overtuigde Charlotte hem ook om niet deel te nemen aan het complot van de hertog van Biron tegen de Franse kroon en loyaal te blijven aan koning Hendrik IV. Claude de la Trémoille stierf in oktober 1604 en zijn bezittingen werden geërfd door zijn zoon Hendrik III.

## Nakomelingen
Claude de la Trémoille en zijn echtgenote Charlotte Brabantina van Nassau kregen vier kinderen:
- Henri III de la Trémoïlle (1599-1674), gehuwd met Maria de la Tour d’Auvergne, de dochter van haar zus Elisabeth van Nassau (1577-1642), die de tweede dochter van Willem van Oranje en Charlotte van Bourbon was.
- Charlotte (1599-1664), gehuwd met James Stanley, graaf van Derby. Charlotte is een voorouder van de Engelse premier Winston Churchill
- Elisabeth (1601-1604)
- Frederik (1602-1642), graaf van Benon en Laval

- Système universitaire de documentation: 225157233
- Virtual International Authority File: 5538152381785601950006